# Campos Racing
Campos Racing è un team automobilistico spagnolo di proprietà dell'ex-pilota di Formula 1 Adrián Campos. Prende parte, tra le altre serie, al campionato di Formula 2 ed al WTCC.

## Storia
Fondata nel 1998 con il nome di Campos Motorsport, la squadra comincia a competere nella Formula Nissan, dove vince il titolo con Marc Gené nel 1998, con Fernando Alonso nel 1999, e con Antonio García nel 2000. Il team partecipa al campionato fino al 2004, quando passa alla Formula 3 spagnola. Nel 2005 cambia nome in Campos Racing e nel 2007 in Campos Grand Prix, prima di chiamarsi nuovamente Campos Racing dal 2011. Nelle stagioni 2011 e 2012 partecipa alla Auto GP, mentre dal 2013 si iscrive a competizioni internazionali riservate alle vetture turismo quali WTCC e TCR International Series. Dal 2015 disputa la GP3 Series e dal 2019 entra nella lista degli iscritti del Campionato FIA di Formula 3.

### GP2/Formula 2

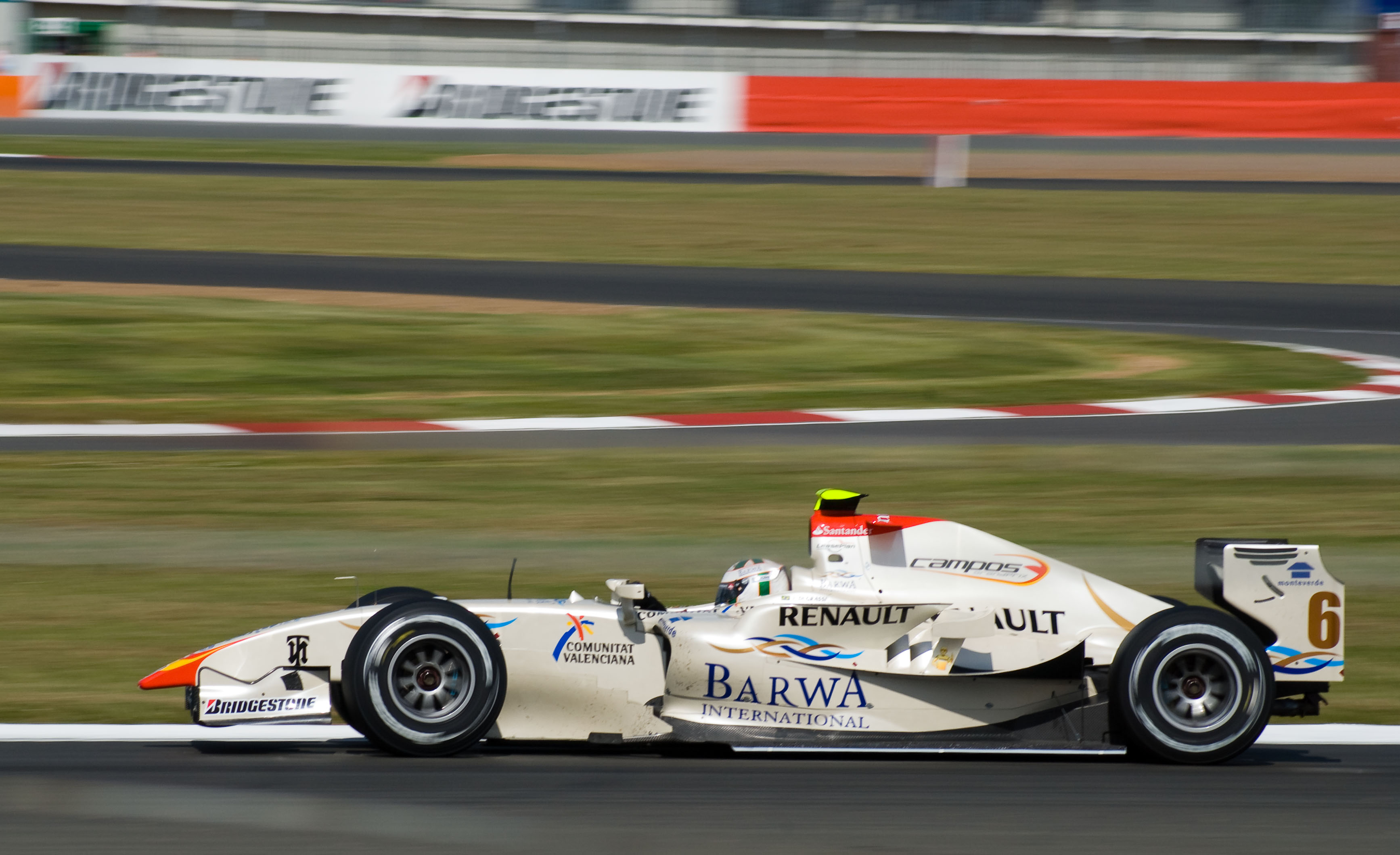
Di Grassi a Silverstone nel 2008

Nel 2005 la squadra inizia l'impegno nella GP2 Series, ma nelle prime due stagioni ottiene scarsi risultati, terminando agli ultimi posti della classifica riservata ai team. Le cose migliorano nella stagione 2007, in cui il team ottiene le prime vittorie con Pantano (che si piazza terzo nel campionato piloti) e Petrov, terminando al terzo posto tra le squadre.
Nella stagione 2008 riesce a vincere il titolo riservato alle scuderie, correndo con Vitalij Petrov, Ben Hanley e Lucas Di Grassi, che finisce al terzo posto tra i piloti pur subentrando a stagione iniziata. Ad ottobre 2008 il team della GP2 viene ceduto interamente ad Alejandro Agag, che lo ribattezza Barwa Addax e corre nella categoria dal 2009 al 2013.
Nel 2014 la squadra torna in GP2 dopo aver rilevato nuovamente il team Barwa Addax. Dal 2014 al 2018 riesce ad ottenere un totale di cinque vittorie, con il quarto posto nella classifica piloti del 2015 di Haryanto come miglior risultato.
Per la stagione 2019 ingaggia Jack Aitken e Dorian Boccolacci. Il sedile del francese viene occupato, nel corso della stagione, anche dall'indiano Arjun Maini e dal giapponese Marino Sato. Il team si classifica quinto nella classifica costruttori, così come Aitken nella classifica piloti. Nel 2020 viene confermato Aitken e assunto il debuttante Guilherme Samaia. Per il team si rivelerà una stagione deludente, classificandosi al nono posto nella classifica costruttori. Nel 2021 i due piloti del team sono Ralph Boschung e Gianluca Petecof al suo esordio nella categoria, l'anno precedente ha vinto il Campionato FIA di Formula 3 europea regionale. Il secondo però abbandonerà la categoria per mancanza di budget, lasciando il posto a Matteo Nannini.

### Euroformula Open
Nel 2008 vince nella Formula 3 spagnola con Germán Sánchez e nel 2009 con Bruno Méndez. Il team riesce a vincere il campionato piloti di Euroformula Open 2016 con Leonardo Pulcini, e prevale anche in quello a squadre.

### Formula 1
Nel 2009 collaborando con la Meta Image ottiene l'iscrizione alla Formula 1 per il 2010 con il nome di Campos Grand Prix, ma nel febbraio 2010 la scuderia viene venduta a José Ramón Carabante e rinominata Hispania Racing, scuderia che corre in Formula 1 dal 2010 al 2012.

### GP3 Series/Formula 3
Dal 2015 prende parte al campionato GP3 Series e ottiene un totale di quattro vittorie tra il 2015 e il 2018, con quest'ultima quale migliore stagione nella categoria, in cui ottiene due vittorie con Leonardo Pulcini e il terzo posto nella classifica a squadre. Dal 2019 prende parte al Campionato FIA di Formula 3, che sostituisce la GP3. Per la prima stagione ingaggia il venezuelano Sebastián Fernández, l'australiano Alex Peroni e l'italiano Alessio Deledda. Si classificano ultimi nella classifica costruttori, con il solo Peroni (che verrà sostituito da David Schumacher nelle ultime gare a casa dell'infortunio a Monza) a fare punti. Per il 2020, confermati Peroni e Deledda, arriva Sophia Flörsch (che a Spa verrà sostituita da Andreas Estner). Anche questa stagione a portare punti sarà solo Peroni, riuscendo a portare il team al settimo posto nella classifica costruttori.

## Risultati

### GP2 Series/Formula 2
| Stagione | Vettura            | Piloti            | Gare   | Vittorie | Pole | GPV | Punti   | C.P. | C.T. |
| -------- | ------------------ | ----------------- | ------ | -------- | ---- | --- | ------- | ---- | ---- |
| 2005     | Dallara-Mecachrome | Juan Cruz Álvarez | 23     | 0        | 0    | 0   | 4,5     | 18º  | 12º  |
| 2005     | Dallara-Mecachrome | Sergio Hernández  | 23     | 0        | 0    | 0   | 3       | 20º  | 12º  |
| 2006     | Dallara-Mecachrome | Adrián Vallés     | 21     | 0        | 0    | 1   | 7       | 18º  | 12º  |
| 2006     | Dallara-Mecachrome | Félix Porteiro    | 21     | 0        | 0    | 0   | 5       | 22º  | 12º  |
| 2007     | Dallara-Mecachrome | Giorgio Pantano   | 21     | 2        | 1    | 1   | 59      | 3º   | 3º   |
| 2007     | Dallara-Mecachrome | Vitaly Petrov     | 21     | 1        | 0    | 0   | 21      | 13º  | 3º   |
| 2008     | Dallara-Mecachrome | Lucas Di Grassi   | 14     | 3        | 0    | 2   | 63      | 3º   | 1º   |
| 2008     | Dallara-Mecachrome | Vitaly Petrov     | 20     | 1        | 0    | 1   | 39      | 7º   | 1º   |
| 2008     | Dallara-Mecachrome | Ben Hanley        | 6      | 0        | 0    | 0   | 1       | 24º  | 1º   |
| 2014     | Dallara-Mecachrome | Arthur Pic        | 22     | 1        | 0    | 0   | 124     | 7º   | 6º   |
| 2014     | Dallara-Mecachrome | Alexander Rossi   | 12     | 0        | 0    | 0   | 12      | 21º  | 6º   |
| 2014     | Dallara-Mecachrome | Kimiya Satō       | 20     | 0        | 0    | 0   | 2       | 27º  | 6º   |
| 2015     | Dallara-Mecachrome | Rio Haryanto      | 21     | 3        | 0    | 1   | 138     | 4º   | 4º   |
| 2015     | Dallara-Mecachrome | Arthur Pic        | 21     | 0        | 0    | 0   | 60      | 11º  | 4º   |
| 2016     | Dallara-Mecachrome | Mitch Evans       | 22     | 1        | 0    | 2   | 90      | 12º  | 6º   |
| 2016     | Dallara-Mecachrome | Sean Gelael       | 22     | 0        | 0    | 0   | 24      | 15º  | 6º   |
| 2017     | Dallara-Mecachrome | Roberto Merhi     | 8      | 0        | 0    | 0   | 16      | 18º  | 9º   |
| 2017     | Dallara-Mecachrome | Ralph Boschung    | 20     | 0        | 0    | 0   | 11      | 19º  | 9º   |
| 2017     | Dallara-Mecachrome | Álex Palou        | 4      | 0        | 0    | 0   | 5       | 21º  | 9º   |
| 2017     | Dallara-Mecachrome | Robert Vișoiu     | 14     | 0        | 0    | 0   | 1       | 24º  | 9º   |
| 2017     | Dallara-Mecachrome | Lando Norris      | 2      | 0        | 0    | 0   | 0       | 25º  | 9º   |
| 2017     | Dallara-Mecachrome | Stefano Coletti   | 2      | 0        | 0    | 0   | 0       | 27º  | 9º   |
| 2018     | Dallara-Mecachrome | Luca Ghiotto      | 24     | 0        | 0    | 2   | 111     | 8º   | 7°   |
| 2018     | Dallara-Mecachrome | Roberto Merhi     | 20 (4) | 0        | 0    | 0   | 61 (20) | 12º  | 7°   |
| 2018     | Dallara-Mecachrome | Roy Nissany       | 20     | 0        | 0    | 0   | 1       | 22º  | 7°   |
| 2019     | Dallara-Mecachrome | Jack Aitken       | 22     | 3        | 0    | 2   | 159     | 5º   | 5º   |
| 2019     | Dallara-Mecachrome | Dorian Boccolacci | 10     | 0        | 0    | 0   | 30      | 14º  | 5º   |
| 2019     | Dallara-Mecachrome | Arjun Maini       | 6      | 0        | 0    | 0   | 0       | 24º  | 5º   |
| 2019     | Dallara-Mecachrome | Marino Sato       | 6      | 0        | 0    | 0   | 0       | 21º  | 5º   |
| 2020     | Dallara-Mecachrome | Jack Aitken       | 22     | 0        | 0    | 0   | 48      | 14º  | 9º   |
| 2020     | Dallara-Mecachrome | Guilherme Samaia  | 24     | 0        | 0    | 0   | 0       | 24º  | 9º   |
| 2020     | Dallara-Mecachrome | Ralph Boschung    | 2      | 0        | 0    | 0   | 0       | 25º  | 9º   |
| 2021     | Dallara-Mecachrome | Ralph Boschung    | 23     | 0        | 0    | 1   | 59.5    | 10º  | 7º   |
| 2021     | Dallara-Mecachrome | David Beckmann    | 17 (5) | 0        | 0    | 0   | 32 (7)  | 15º  | 7º   |
| 2021     | Dallara-Mecachrome | Matteo Nannini    | 9 (6)  | 0        | 0    | 0   | 1 (0)   | 22º  | 7º   |
| 2021     | Dallara-Mecachrome | Olli Caldwell     | 6      | 0        | 0    | 1   | 0       | 26º  | 7º   |
| 2021     | Dallara-Mecachrome | Gianluca Petecof  | 6      | 0        | 0    | 0   | 0       | 27º  | 7º   |
| 2022     | Dallara-Mecachrome | Ralph Boschung    | 16     | 0        | 0    | 0   | 40      | 15º  | 11º  |
| 2022     | Dallara-Mecachrome | Roberto Merhi     | 6      | 0        | 0    | 0   | 15      | 20º  | 11º  |
| 2022     | Dallara-Mecachrome | Olli Caldwell     | 26     | 0        | 0    | 0   | 12      | 21º  | 11º  |
| 2022     | Dallara-Mecachrome | Lirim Zendeli     | 2      | 0        | 0    | 0   | 0       | 27º  | 11º  |
| 2023     | Dallara-Mecachrome | Kush Maini        | 25     | 0        | 0    | 0   | 62      | 11º  | 9º   |
| 2023     | Dallara-Mecachrome | Ralph Boschung    | 25     | 1        | 0    | 0   | 37      | 16º  | 9º   |

### GP2 Asia Series
| Stagione  | Vettura            | Piloti         | Gare  | Vittorie | Pole | GPV | Punti | C.P. | C.T. |
| --------- | ------------------ | -------------- | ----- | -------- | ---- | --- | ----- | ---- | ---- |
| 2008      | Dallara-Mecachrome | Vitalij Petrov | 10    | 1        | 1    | 0   | 33    | 3º   | 3º   |
| 2008      | Dallara-Mecachrome | Diego Nunes    | 9 (1) | 0        | 0    | 0   | 2 (0) | 19º  | 3º   |
| 2008      | Dallara-Mecachrome | Ben Hanley     | 8 (6) | 0        | 0    | 0   | 1     | 24º  | 3º   |
| 2008-2009 | Dallara-Mecachrome | Vitalij Petrov | 11    | 1        | 0    | 0   | 28    | 5º   | 3º   |
| 2008-2009 | Dallara-Mecachrome | Sergio Pérez   | 11    | 2        | 0    | 1   | 26    | 7º   | 3º   |

### Auto GP
| Stagione | Vettura    | Piloti            | Gare   | Vittorie | Pole | GPV | Punti    | C.P. | C.T. |
| -------- | ---------- | ----------------- | ------ | -------- | ---- | --- | -------- | ---- | ---- |
| 2011     | Lola-Zytek | Bruno Méndez      | 9      | 0        | 0    | 0   | 22       | 13º  | 2°   |
| 2011     | Lola-Zytek | Adam Carroll      | 6      | 1        | 0    | 1   | 64       | 10°  | 2°   |
| 2011     | Lola-Zytek | Adrián Campos Jr. | 5      | 0        | 0    | 0   | 12       | 16º  | 2°   |
| 2011     | Lola-Zytek | Rodolfo González  | 2      | 0        | 0    | 0   | 8        | 17º  | 2°   |
| 2011     | Lola-Zytek | Marco Barba       | 6      | 0        | 0    | 0   | 16       | 15º  | 2°   |
| 2011     | Lola-Zytek | Adrien Tambay     | 12 (6) | 1        | 1    | 0   | 114 (74) | 4º   | 2°   |
| 2012     | Lola-Zytek | Facu Regalia      | 10     | 0        | 0    | 0   | 68       | 7º   | 5º   |
| 2012     | Lola-Zytek | Max Snegirev      | 14     | 0        | 0    | 0   | 34       | 13º  | 5º   |
| 2012     | Lola-Zytek | Giuseppe Cipriani | 14     | 0        | 0    | 0   | 18       | 14º  | 5º   |
| 2012     | Lola-Zytek | Pippa Mann        | 2      | 0        | 0    | 0   | 5        | 20º  | 5º   |

### Euroformula Open
| Stagione | Vettura             | Piloti                  | Gare    | Vittorie | Pole  | GPV | Punti   | C.P. | C.T. |
| -------- | ------------------- | ----------------------- | ------- | -------- | ----- | --- | ------- | ---- | ---- |
| 2012     | Dallara-F312 Toyota | Facu Regalia            | 24      | 3        | 3     | 2   | 186     | 4º   | 3º   |
| 2012     | Dallara-F312 Toyota | Denis Nagulin           | 24      | 0        | 0     | 0   | 6       | 21º  | 3º   |
| 2013     | Dallara-F312 Toyota | Valeria Carballo        | 24      | 0        | 0     | 1   | 20      | 12º  | N.C. |
| 2013     | Dallara-F312 Toyota | Artur Janosz            | 24      | 0        | 0     | 0   | 16      | 13º  | N.C. |
| 2013     | Dallara-F312 Toyota | Denis Nagulin           | 24      | 0        | 0     | 0   | 9       | 19º  | N.C. |
| 2014     | Dallara-F312 Toyota | Álex Palou              | 24      | 3        | 3     | 4   | 242     | 3º   | 2º   |
| 2014     | Dallara-F312 Toyota | Konstantin Tereshchenko | 24      | 0        | 0     | 0   | 75      | 6º   | 2º   |
| 2014     | Dallara-F312 Toyota | Sean Walkinshaw         | 24      | 0        | 0     | 0   | 53      | 10º  | 2º   |
| 2015     | Dallara-F312 Toyota | Konstantin Tereshchenko | 24      | 6        | 8     | 6   | 286     | 2º   | 2º   |
| 2015     | Dallara-F312 Toyota | Diego Menchaca          | 24      | 0        | 0     | 0   | 94      | 8º   | 2º   |
| 2015     | Dallara-F312 Toyota | Henrique Baptista       | 24      | 0        | 0     | 0   | 14      | 15º  | 2º   |
| 2015     | Dallara-F312 Toyota | Ahmad Al Ghanem         | 24      | 0        | 0     | 0   | 4       | 17º  | 2º   |
| 2016     | Dallara-F312 Toyota | Leonardo Pulcini        | 24      | 7        | 3     | 8   | 303     | 1º   | 1º   |
| 2016     | Dallara-F312 Toyota | Diego Menchaca          | 24      | 0        | 0     | 1   | 145     | 4º   | 1º   |
| 2016     | Dallara-F312 Toyota | Julio Moreno            | 24      | 0        | 0     | 0   | 30      | 14º  | 1º   |
| 2016     | Dallara-F312 Toyota | Gülhüseyn Abdullayev    | 24      | 0        | 0     | 0   | 0       | 26º  | 1º   |
| 2017     | Dallara-F312 Toyota | Simo Laaksonen          | 16      | 0        | 0     | 0   | 100     | 6º   | 4º   |
| 2017     | Dallara-F312 Toyota | Thiago Vivacqua         | 16      | 1        | 0     | 1   | 98      | 7º   | 4º   |
| 2017     | Dallara-F312 Toyota | Matheus Iorio           | 16      | 0        | 0     | 0   | 52      | 9º   | 4º   |
| 2017     | Dallara-F312 Toyota | Petru Florescu          | 16 (6)  | 0        | 0     | 0   | 45 (11) | 10º  | 4º   |
| 2018     | Dallara-F312 Toyota | Yves Baltas             | 10      | 0        | 0     | 0   | 18      | 16º  | 4º   |
| 2018     | Dallara-F312 Toyota | Alex Karkosik           | 12 (10) | 0        | 0     | 0   | 66 (64) | 8º   | 4º   |
| 2018     | Dallara-F312 Toyota | Brad Benavides          | 2       | 0        | 0     | 0   | 0       | N.C. | 4º   |
| 2018     | Dallara-F312 Toyota | Petru Florescu          | 4 (2)   | 0        | 1 (0) | 0   | 21 (10) | 13º  | 4º   |
| 2018     | Dallara-F312 Toyota | Marcos Siebert          | 16      | 1        | 1     | 2   | 195     | 3º   | 4º   |

### GP3 Series/Formula 3
| Stagione | Vettura            | Piloti                  | Gare | Vittorie | Pole | GPV | Punti | C.P. | C.T. |
| -------- | ------------------ | ----------------------- | ---- | -------- | ---- | --- | ----- | ---- | ---- |
| 2015     | Dallara-Renault    | Álex Palou              | 22   | 1        | 0    | 1   | 51    | 10º  | 7º   |
| 2015     | Dallara-Renault    | Zaid Ashkanani          | 22   | 0        | 0    | 0   | 0     | 24º  | 7º   |
| 2015     | Dallara-Renault    | Brandon Maïsano         | 2    | 0        | 0    | 0   | 0     | 25º  | 7º   |
| 2015     | Dallara-Renault    | Konstantin Tereshchenko | 6    | 0        | 0    | 0   | 0     | 29º  | 7º   |
| 2015     | Dallara-Renault    | Samin Gómez             | 6    | 0        | 0    | 0   | 0     | 30º  | 7º   |
| 2015     | Dallara-Renault    | Christopher Höher       | 2    | 0        | 0    | 0   | 0     | 31º  | 7º   |
| 2016     | Dallara-Mecachrome | Steijn Schothorst       | 18   | 0        | 0    | 0   | 36    | 13º  | 7º   |
| 2016     | Dallara-Mecachrome | Álex Palou              | 18   | 0        | 0    | 0   | 22    | 15º  | 7º   |
| 2016     | Dallara-Mecachrome | Konstantin Tereshchenko | 18   | 0        | 0    | 0   | 8     | 19º  | 7º   |
| 2017     | Dallara-Mecachrome | Raoul Hyman             | 17   | 1        | 0    | 0   | 27    | 13º  | 5º   |
| 2017     | Dallara-Mecachrome | Julien Falchero         | 17   | 0        | 0    | 0   | 15    | 15º  | 5º   |
| 2017     | Dallara-Mecachrome | Marcos Siebert          | 17   | 0        | 0    | 0   | 14    | 16º  | 5º   |
| 2018     | Dallara-Mecachrome | Leonardo Pulcini        | 18   | 2        | 2    | 2   | 156   | 4º   | 3º   |
| 2018     | Dallara-Mecachrome | Simo Laaksonen          | 18   | 0        | 0    | 0   | 36    | 14º  | 3º   |
| 2018     | Dallara-Mecachrome | Diego Menchaca          | 18   | 0        | 0    | 0   | 3     | 19º  | 3º   |
| 2019     | Dallara-Mecachrome | Alex Peroni             | 13   | 0        | 0    | 0   | 5     | 20º  | 10º  |
| 2019     | Dallara-Mecachrome | Sebastian Fernandez     | 16   | 0        | 0    | 0   | 0     | 27º  | 10º  |
| 2019     | Dallara-Mecachrome | Alessio Deledda         | 16   | 0        | 0    | 0   | 0     | 29º  | 10º  |
| 2019     | Dallara-Mecachrome | David Schumacher        | 2    | 0        | 0    | 0   | 0     | 32º  | 10º  |
| 2020     | Dallara-Mecachrome | Alex Peroni             | 18   | 0        | 0    | 1   | 64    | 10º  | 7º   |
| 2020     | Dallara-Mecachrome | Sophia Flörsch          | 18   | 0        | 0    | 0   | 0     | 29º  | 7º   |
| 2020     | Dallara-Mecachrome | Alessio Deledda         | 18   | 0        | 0    | 0   | 0     | 34º  | 7º   |
| 2021     | Dallara-Mecachrome | Lorenzo Colombo         | 20   | 1        | 0    | 1   | 32    | 15º  | 8º   |
| 2021     | Dallara-Mecachrome | Amaury Cordeel          | 20   | 0        | 0    | 0   | 0     | 23º  | 8º   |
| 2021     | Dallara-Mecachrome | Pierre-Louis Chovet     | 3    | 0        | 0    | 0   | 0     | 30º  | 8º   |
| 2021     | Dallara-Mecachrome | László Tóth             | 17   | 0        | 0    | 0   | 0     | 32º  | 8º   |

### Campionato del mondo turismo
| Anno | Vettura                 | Pilota             | PP  | Punti | PS  | Punti |
| ---- | ----------------------- | ------------------ | --- | ----- | --- | ----- |
| 2013 | SEAT León WTCC          | Fernando Monje     | 24° | 1     | 13° | 3     |
| 2013 | SEAT León WTCC          | Hugo Valente       | 20° | 4     | 13° | 3     |
| 2013 | SEAT León WTCC          | Nikolaj Karamišev  | NC  | 0     | 13° | 3     |
| 2013 | SEAT León WTCC          | Yukinori Taniguchi | NC  | 0     | 13° | 3     |
| 2013 | SEAT León WTCC          | Michael Soong      | NC  | 0     | 13° | 3     |
| 2013 | SEAT León WTCC          | Konstantīns Calko  | NC  | 0     | 13° | 3     |
| 2014 | Chevrolet RML Cruze TC1 | Hugo Valente       | 12° | 85    | 3°  | 162   |
| 2014 | Chevrolet RML Cruze TC1 | Dušan Borković     | 14° | 41    | 3°  | 162   |
| 2014 | Chevrolet RML Cruze TC1 | Pepe Oriola        | NC  | 0     | 3°  | 162   |
| 2014 | SEAT León WTCC          | John Filippi       | 18° | 4     | 3°  | 162   |
| 2014 | SEAT León WTCC          | Petr Fulín         | NC  | 0     | 3°  | 162   |
| 2014 | SEAT León WTCC          | Nikita Misjulja    | NC  | 0     | 3°  | 162   |
| 2014 | SEAT León WTCC          | Norbert Nagy       | NC  | 0     | 3°  | 162   |
| 2014 | SEAT León WTCC          | Michael Soong      | NC  | 0     | 3°  | 162   |
| 2014 | SEAT León WTCC          | William Lok        | NC  | 0     | 3°  | 162   |
| 2014 | SEAT León WTCC          | Henry Kwong        | NC  | 0     | 3°  | 162   |
| 2015 | Chevrolet RML Cruze TC1 | Hugo Valente       | 9°  | 120   | 2°  | 181   |
| 2015 | Chevrolet RML Cruze TC1 | John Filippi       | 18° | 6     | 2°  | 181   |
| 2015 | Chevrolet RML Cruze TC1 | Maťo Homola        | NC  | 0     | 2°  | 181   |
| 2015 | Chevrolet RML Cruze TC1 | Tin Sritrai        | 22° | 3     | 2°  | 181   |
| 2015 | Chevrolet RML Cruze TC1 | Nasser Al-Attiyah  | NC  | 0     | 2°  | 181   |
| 2016 | Chevrolet RML Cruze TC1 | John Filippi       | 18° | 9     | 4°  | 96    |
| 2016 | Chevrolet RML Cruze TC1 | Esteban Guerrieri  | 17° | 9     | 4°  | 96    |
| 2017 | Chevrolet RML Cruze TC1 | Esteban Guerrieri  | 4°  | 241   | 3°  | 109   |
| 2017 | Chevrolet RML Cruze TC1 | Kris Richard       | 16° | 10    | 3°  | 109   |
| 2017 | Chevrolet RML Cruze TC1 | Wong Po Wah        | 24° | 0     | 3°  | 109   |
| 2017 | Chevrolet RML Cruze TC1 | Chan Kin Pong      | NC  | 0     | 3°  | 109   |

### Coppa del mondo turismo
| Anno | Vettura   | Pilota       | PP  | Punti | PS | Punti |
| ---- | --------- | ------------ | --- | ----- | -- | ----- |
| 2018 | Cupra TCR | Pepe Oriola  | 6°  | 245   | 7° | 272   |
| 2018 | Cupra TCR | John Filippi | 26° | 14    | 7° | 272   |